# Accord Cvetković-Maček

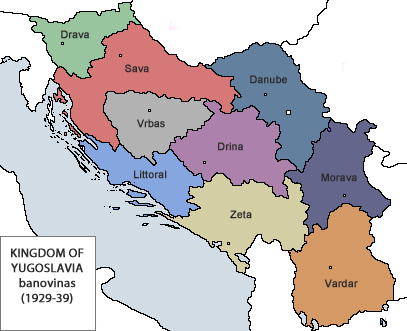
Les banovines du royaume de Yougoslavie en 1929.

Carte de la Banovine de Croatie (en rouge) au sein du royaume de Yougoslavie.

L'accord Cvetković–Maček (en serbe : Споразум Цветковић-Мачек ; en croate : Sporazum Cvetković-Maček) est un accord politique sur les divisions internes au royaume de Yougoslavie, qui a été conclu le 26 août 1939 par le premier ministre yougoslave  Dragiša Cvetković et par l'homme politique croate Vladko Maček. 
L'accord établit la banovine de Croatie, conçue pour inclure le plus grand nombre possible de Croates, créant ainsi un sous-État croate en Yougoslavie, une demande que les hommes politiques croates faisaient depuis la création de la Yougoslavie en 1918.

## Contexte

### Administration des années 1920 et «question croate»
La Yougoslavie se dirigeait vers deux itérations de frontières administratives. Dans la Constitution de Vidovdan du 28 juin 1921, rédigée en grande partie par Nikola Pašić et Svetozar Pribićević, 33 districts furent créés dans ce qui fut appelé le royaume des Serbes, Croates et Slovènes. Ils furent conçus de manière très délibérée afin de maximiser le pouvoir politique et la représentation de la population serbe, et un amendement de la loi électorale en juin 1922 interdisa l'utilisation des données démographiques de l'avant Première Guerre mondiale, permettant à la Serbie de masquer ses pertes massives durant la guerre. Plus tard, la façon dont la Constitution fut contournée par le Parlement causa quelques rancunes, puisque le Parti républicain paysan croate (HRSS), le plus important Parti régionaliste de Croatie refusa de voter, et le Parti communiste de Yougoslavie (KPJ) fut exclu. Ainsi, le Parti radical du peuple et le Parti démocrate, deux Partis populaires parmi les Serbes, purent satisfaire leur programme.
La Constitution de Vidovdan institutionnalisa l'hégémonie serbe du nouveau État, et sa révision devint un objectif-clé pour les figures de l'opposition comme Stjepan Radić. Ce dernier sera fusillé par un député serbe en plein hémicycle en 1928, et mourrut deux mois plus tard. Il devint un martyr pour la cause anti-Vidovdan. L'HRSS recommença alors à boycotter les sessions parlementaires, rendant la Constitution instable,.
Dès le début de l'année 1922, l'élite serbe se questionna sur la recherche d'un apaisement avec le partenaire croate. L'indépendance croate fut envisagée à plusieurs occasions,. La vision serbe de l'indépendance de la Croatie consistait en l'annexion des régions ethniquement mélangées entre Croates et Serbes par la Serbie, plutôt que par la Croatie. Ce scénario créea alors une « grande Serbie » au lieu d'une union des Slaves méridionaux. Du point de vue croate, la question croate était davantage focalisée sur la séparation de la Croatie de l'influence serbe plutôt que sur l'existence de la Yougoslavie comme un grand tout. Stjepan Radić devint la figure naissante du mouvement séparatiste croate. Il oscilla entre un soutien à l'indépendance et un modèle de gouvernance confédérale regroupant trois peuples constitutionnellement reconnus (Slovènes, Croates, Serbes), qui formeraient des États souverains avant de rejoindre une union. D'autres contradictions dans ses pensées politiques incluaient celles sur la religion, l'urbanisation et le communisme. Sa vision des frontières croates, aux côtées de la Croatie ou non, se propagea grandement au-delà de l'État croate moderne et inclut également la majorité de la Bosnie-Herzégovine. Il considérait les Bosniaques comme une extension de la nation croate, qu'ils faudraient « dé-balkaniser ». Radić utilisa le terme « Balkans » comme une mode péjorative puisqu'il percevait la Croatie comme une partie séparée des Balkans. La vision croate de la Bosnie, qui remontait à des penseurs tels que Ljudevit Gaj, fut juxtaposée par les sentiments nationalistes serbes originaires de Vuk Karadžić qui percevaient les Bosniaques comme une partie naturelle de la nation serbe. 

### La dictature royaliste des années 1930
Après la proclamation de la dictature du 6 janvier par le roi Alexandre Ier, la Constitution de Vidovdan fut renversée. Une année plus tard, elle fut remplacée par la Constitution de 1931 (aussi appelée Constitution de septembre), et le pays devint officiellement le royaume de Yougoslavie. Elle abolit les 33 districts administratifs existants pour les remplacer par neuf banovines. Chacune d'entre-eux est nommée d'après un fleuve, et dans le cas de la banovine du Littoral, d'après la côte. Elles furent créées afin d'éviter toute connotation historique, ethnique, régionale ou religieuse, mais se situaient dans la continuité de la domination serbe en Yougoslavie : les Serbes furent majoritaires dans six des neufs banovines, les Slovènes dans celle de la Drave et les Croates dans celles de la Save et du Littoral.
Dans la décennie suivant l'avènement de la dictature royaliste, près d'une dizaine de Premiers ministres se succédèrent. Milan Stojadinović resta le plus longtemps (entre 1935 et 1939), principalement en raison de la reprise économique issue de la Grande Dépression. Cependant, il incarna un fort centralisme idéologique et s'opposa à toute concession majeure face aux mouvements minoritaires, particulièrement lorsqu'il en vint à la question croate. Il dessina l'ire personnel du prince anglophile Paul, en adoptant une image et rhétorique fasciste. Le gouvernement de Stojadinović tomba début février 1939, lorsqu'il perda la confiance de son cabinet. Le roi le remplaça par Dragiša Cvetković. Ce dernier resta Premier ministre jusqu'au coup d'État yougoslave de mars 1941, qui précéda l'invasion de la Yougoslavie par les forces de l'Axe. Cvetković ne fut pas particulièrement populaire dans sa Serbie native, ni par les soutiens du gouvernement ou de l'opposition. Ainsi il chercha à négocier un accord avec Vladko Maček, qui devint le leader du mouvement régionaliste croate après la mort de Stjepan Radić.

### Le rôle des Croates dans le gouvernement
Initialement, Stjepan Radić boycotta les sessions du Parlement yougoslave au début des années 1920, et s'opposa ouvertement à l'instauration de la monarchie yougoslave ainsi qu'à l'intégration de la Croatie dans l'État yougoslave. Il s'engagea dans de violentes rhétoriques publiques à l'égard de l'élite serbe, et fut contraint de s'exiler en juillet 1923 après un discours insultant à l'encontre de la reine Marie. Radić engagea son Parti dans le Krestintern en URSS en 1924, bien que le roi Alexandre Ier soutint ouvertement les Armées blanches combattant contre les bolcheviks dans la guerre civile russe,. Radić commença alors à soutenir les idées communistes, qui furent méprisées dans le milieu politique serbe, même après le renversement de l'administration de Davidović. Cependant dans le milieu des années 1920, il changea d'idéologie pendant sa détention, acceptant tant la monarchie et la Constitution et commençant à intégrer son Parti paysan croate dans le système. Une brève alliance entre l'HSS de Radić et le Parti radical de Pašić, conclue le 18 juillet 1925, mena à une impasse en raison de l'impopularité populaire et mutuelle, et l'HSS rompa avec les radicaux en avril 1926.
Après la mort de Radić en 1928, le Parti fut dirigé par Vladko Maček, qui se plaça en faveur des cercles politiques bourgeois et de l'intellectualisme, constituant une position opposée de l'agrarisme rural pensé par Radić. Il fut proposé comme Premier ministre en juillet 1932, après le remplacement de Petar Živković par le roi et le règne de Vojislav Marinković, mais Maček déclina la proposition. Durant la dictature royaliste, il forma d'influentes alliances politiques du côté de l'opposition. L'HSS s'allia d'abord avec le Parti démocrate pour former l'Union rurale démocratique, puis s'intégra avec d'autres formations telles que le Parti du peuple slovène et l'organisation musulmane yougoslave pour fonder l'Opposition unie ». Ces alliances parvinrent à réaliser de grand résultats électoraux en dépit du système politique biaisé que la Constitution de 1931 instaura. La liste de l'Opposition unie récolta 45 % des intentions de votes en décembre 1938, ébranlant l'autorité du Premier ministre Stojadinović. Ce dernier fut remplacé par Cvetković en février 1939.

## Accord

### Négociations
Cvetković fut nommé Premier ministre en raison de la nécessité que le prince Paul voyait dans l'apaisement avec les régionalistes croates. À travers des intermédiaires de l'HSS, Cvetković rencontra Maček à Zagreb pour des négociations préliminaires. Cvetković et Maček purent espérer profiter de ces négociations : Cvetković pourrait gagner en légitimité aux yeux du peuple croate et de l'Opposition unie, et Maček pourrait remplir son programme d'extension de l'autonomie croate. Les négociations durèrent d'avril à août 1939, et conclurent à la finalisation de l'accord le 20 août 1939 et à sa ratification le 26 août.

### Dispositions
Les dispositions de l'accord sont les suivantes : via (sr) Споразум Цветковић—Мачек (1939) (Wikisource)
- Article I

Un nouveau gouvernement pour la banovine de Croatie est créé.
- Article II

Les banovines de Save et du Littoral sont intégrées à la banovine de Croatie. Les zones à majorité croate des régions de Dubrovnik, de Šid, d'Ilok, de Brčko, de Gradačac, de Travnik et de Fojnica sont intégrées à la banovine de Croatie. Les régions susmentionnées à minorité croate sont séparées de la banovine de Croatie.
- Article III

Les Serbes, Croates et Slovènes sont égaux. Un égal accès aux services publics du pays leur est garanti. L'égalité religieuse est garantie. La Constitution de la banovine de Croatie garantit l'égalité des droits civiques et politiques.
- Article IV

La gestion interne de l'agriculture, du commerce et de l'industrie, des forêts et des mines, de l'architecture, de la politique sociale, de l'éducation, de la justice et de l'administration interne sont confiés à la banovine de Croatie. Cette dernière coopéra avec le commandement militaire pour mener des compromis dans l'intérêt de la défense nationale. Toutes les autres affaires, ainsi que relevant « d'une importance particulière pour l'État » tels que la sécurité nationale, la suppression de la propagande destructrice, la police, le maintien de l'ordre public, restent confiées au gouvernement fédéral. Une « autonomie financière nécessaire » va être apportée à la Croatie, mais le commandement militaire sera fourni avec la production nécessaire croate pour assurer la défense nationale.
- Article V

Le pouvoir législatif est partagé entre le roi et le Parlement, sous la juridiction de la banovine de Croatie. Cette dernière est dotée d'un Parlement distinct, élu librement par vote universel, égal, direct et secret. Est garanti la représentation minoritaire. Le roi exerce ses pouvoirs administratifs à travers un ban. Ce dernier est nommé et démis par le roi, et est responsable devant le Parlement et le roi. Les actes écrits de l'autorité royale sont contre-signés par le ban s'ils sont appliqués en banovine de Croatie. Une Cour constitutionnelle est établie pour juger les conflits entre le gouvernement fédéral et la banovine.
- Article VI

L'intégrité territoriale et les droits juridictionnelles de la banovine de Croatie sont garantis par une commission constitutionnelle. Cette dernière ne peut être saisie sans l'accord de la banovine.
- Article VII

Le gouvernement fédéral accepte toute nouvelle loi jugée nécessaire pour mettre en place l'accord.
Plus tard et bien qu'exclu des dispositions de l'accord, Maček rejoigna le cabinet en tant que vice-Premier ministre. Quatre autres cabinets ministériels furent confiés aux collègues de Maček, formant le gouvernement de l'accord national,. Le premier et seul ban fut Ivan Šubašić, un vétéran de la Première Guerre mondiale qui fut nommé par le roi Serbe croate, dans l'objectif d'apaiser l'opinion publique serbe concernant l'accord avec les Croates, bien que sa nomination n'eut que de faibles effets sur la réaction négative des Serbes face à l'accord.

### Conséquences
Pour l'HSS, l'accord signifiait que, tout comme le Parti républicain paysan croate (HRSS) avait fait avec la Constitution de Vidovdan, le Parti commença pleinement à diriger suivant la Constitution de septembre et à coopérer avec le système constitutionnel, qu'il avait jusque là rejeté. Cependant, Maček était parvenu à mettre en place son projet d'autonomie croate, sans une indépendance complète. Néanmoins, les dispositions de l'accord étaient provisoires. La majorité des clauses de l'accord n'a pas été suivie, du fait de l'effondrement du royaume de Yougoslavie en raison de la Seconde Guerre mondiale.
La nouvelle banovine de Croatie comprit près d'un tier de la superficie du pays. Les Croates devinrent le seul groupe ethnique en Yougoslavie à posséder leur propre entité territoriale, la population était également constituée de 20 % de Serbes et de 4 % de Bosniaques,.

### Réactions

#### Croatie

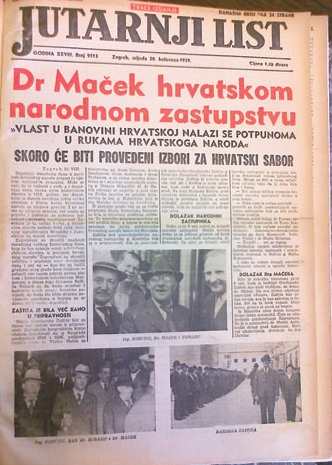
Le journal croate Jutarni List annonçant la ratification de l'accord, le 30 août 1939.

Initialement, la population croate réagit globalement positivement à l'accord, puisque la Croatie possédait dès-lors un gouvernement autonome et une entité territoriale ethnique propre. Cependant, les Oustachis et les Croates communistes furent insatisfaits que l'accord ne conclut pas l'indépendance. Le soutien de personnalités influentes, telles que Maček qui était perçu comme le défenseur de la cause nationale croate, contribua à la popularité de l'accord chez la population croate. L'accord commença à être dénoncé par les Croates lorsque l'implantation de ce dernier stagna, et la situation économique se dégrada au début de la Seconde Guerre mondiale.

#### Serbie
En Serbie, l'accord fut perçu comme un outrage : 800 000 Serbes ethniques, constituant 20 % de la population de la banovine, furent désormais sous l'autorité d'un Parlement croate, et la nomination de Maček au poste de vice-Premier ministre fut considérée comme une insulte. L'instauration de la banovine de Croatie amena à des négociations pour obtenir le même traitement pour la Serbie. Slobodan Jovanović, membre du Club culturel serbe, proposa un plan qui incluerait la Bosnie, le Monténégro et la Macédoine dans une banovine d'États serbes. Sa proposition atteigna les étapes d'élaboration mi-1940, mais ne pût jamais aboutir en raison de la pression grandissante planant sur le pays, pendant la Seconde Guerre mondiale,. Le clergé orthodoxe et la classe d'officiers de l'armée yougoslave marquèrent leur opposition à l'accord. Ce dernier fut également rejeté par les cercles libéraux serbes, où la Constitution de 1931 était impopulaire. Pour les Serbes libéraux, l'« insulte » portait davantage sur le côté croate de l'accord plus que sur la « trahison » du gouvernement serbe, puisque la coopération des Croates avec le gouvernement fédéral légitima le système autoritaire serbe ainsi que la Constitution de 1931. Néanmoins, à la fois les libéraux et les conservateurs de Serbie rejetèrent la faute sur le Premier ministre Cvetković, qui devint vite plus impopulaire que son prédécesseur autoritaire Stojadinović. Globalement, l'accord compliqua les relations croato-serbes, qui s'étaient auparavant améliorées en raison de l'opposition unie des libéraux croates et serbes à l'autorité du gouvernement central. La création de la banovine de Croatie mettra fin à la politique serbe de centralisme. À la fin des années 1930, la majorité des politiciens serbes favorisèrent un système fédéral et l'autonomie serbe au même titre que la Croatie.

#### Yougoslavie
Les Bosniaques musulmans furent particulièrement aigris, puisqu'ils avaient déjà dû négocier leur division entre quatre banovines différentes, où ils furent minoritaires. L'accord intégra deux de ces banovines en une seule entité, où les Bosniaques sont rejetés comme d'autres groupes minoritaires de Yougoslavie, qui furent formés à partir des Serbes, Croates et des Slovènes. La population bosniaque (représentant 4 % de la population de la banovine de Croatie) viva dès-lors sous contrôle croate, et les projets de banovine serbe menés par le Club culturel serbe menacèrent d'ébranler l'autonomie culturelle et politique des Bosniaques restants. Seul un ministre du cabinet Cvetković-Maček fut membre de l'Organisation musulmane yougoslave, propageant ainsi l'impression que les Croates aient négociés un accord avec les Serbes pour diviser la Bosnie au détriment des Bosniaques.
Les Slovènes ne perçurent l'accord comme pouvant mener à une destruction nationale au même titre que la Bosnie, mais comme une marque d'égalité entre les trois peuples. Les Slovènes se plaçaient habituellement aux côtés des Croates de par un scepticisme conjoint de l'autorité centrale serbe, mais l'accord négocié entre les Croates et les Serbes donnèrent aux premiers un traitement de faveur, en permettant la création d'un Parlement national que les Slovènes ne possédèrent pas. Bien que la banovine de la Drave ressembla quelque peu à un district slovène, aucune autonomie ne fut jamais accordée à cette dernière. Les appels à une banovine de Slovénie restèrent lettre morte, en raison de la menace pesée par l'Italie et l'Allemagne nazie sur la Yougoslavie qui amena la Seconde Guerre mondiale.